# واوادوکه
واوادوکه (به هلندی: Waadhoeke) یک منطقهٔ مسکونی در هلند است که در فریسلاند واقع شده‌است.